# Anthocleista
Genre
Anthocleista est un genre d'arbres de la famille des Gentianaceae, présente en Afrique tropicale.

## Liste d'espèces
Selon Catalogue of Life (19 juillet 2019) :
- Anthocleista amplexicaulis Baker
- Anthocleista djalonensis A. Chevalier
- Anthocleista grandiflora Gilg
- Anthocleista laxiflora Baker
- Anthocleista liebrechtsiana De Wild. & Th. Dur.
- Anthocleista longifolia (Lam.) Boiteau
- Anthocleista madagascariensis Baker
- Anthocleista microphylla Wernham
- Anthocleista nobilis G. Don
- Anthocleista obanensis Wernham
- Anthocleista potalioides J. J. de Wilde
- Anthocleista procera Lepr. ex Bureau
- Anthocleista scandens Hook. fil.
- Anthocleista schweinfurthii Gilg
- Anthocleista vogelii Planch.

Selon GRIN (19 juillet 2019) :
- Anthocleista grandiflora Gilg
- Anthocleista schweinfurthii Gilg

Selon NCBI (19 juillet 2019) :
- Anthocleista amplexicaulis
- Anthocleista grandiflora
- Anthocleista nobilis
- Anthocleista scandens
- Anthocleista schweinfurthii
- Anthocleista vogelii

Selon The Plant List (19 juillet 2019) :
- Anthocleista amplexicaulis Baker
- Anthocleista djalonensis A.Chev.
- Anthocleista grandiflora Gilg
- Anthocleista inermis Engl.
- Anthocleista laxiflora Baker
- Anthocleista liebrechtsiana De Wild. & T.Durand
- Anthocleista longifolia (Lam.) Boiteau
- Anthocleista madagascariensis Baker
- Anthocleista microphylla Wernham
- Anthocleista nobilis G.Don
- Anthocleista obanensis Wernham
- Anthocleista procera Lepr. ex Bureau
- Anthocleista scandens Hook.f.
- Anthocleista schweinfurthii Gilg
- Anthocleista vogelii Planch.

Selon Tropicos (19 juillet 2019) (Attention liste brute contenant possiblement des synonymes) :
- Anthocleista amplexicaulis Baker
- Anthocleista auriculata De Wild.
- Anthocleista baertsiana De Wild. & T. Durand
- Anthocleista bequaertii De Wild.
- Anthocleista brieyi De Wild.
- Anthocleista buchneri Gilg
- Anthocleista djalonensis A. Chev.
- Anthocleista exelliana Monod
- Anthocleista frezoulsii A. Chev.
- Anthocleista gabonensis Gentil
- Anthocleista gigantea Gilg
- Anthocleista gossweileri Exell
- Anthocleista grandiflora Gilg
- Anthocleista hildebrandtii Gilg
- Anthocleista inermis Engl.
- Anthocleista insignis Galpin
- Anthocleista insulana S. Moore
- Anthocleista kalbreyeri Baker
- Anthocleista kamerunensis Gilg
- Anthocleista keniensis Summerh.
- Anthocleista kerstingii Gilg ex Volkens
- Anthocleista lanceolata Gilg
- Anthocleista laurentii De Wild.
- Anthocleista laxiflora Baker
- Anthocleista liebrechtsiana De Wild. & T. Durand
- Anthocleista longifolia (Lam.) Boiteau
- Anthocleista macrantha Gilg
- Anthocleista macrocalyx Philipson
- Anthocleista macrophylla G. Don
- Anthocleista madagascariensis Baker
- Anthocleista magnifica Gilg
- Anthocleista micrantha Gilg & Mildbr. ex Hutch. & Dalziel
- Anthocleista microphylla Wernham
- Anthocleista niamniamensis Gilg
- Anthocleista nigrescens Afzel. ex Gilg
- Anthocleista nobilis G. Don
- Anthocleista obanensis Wernham
- Anthocleista orientalis Gilg
- Anthocleista oubanguiensis Aubrév. & Pellegr.
- Anthocleista parviflora Baker
- Anthocleista potalioides J.J. de Wilde
- Anthocleista procera Lepr. ex Bureau
- Anthocleista pulcherrima Gilg
- Anthocleista pynaertii De Wild.
- Anthocleista rhizophoroides Baker
- Anthocleista scandens Hook. f.
- Anthocleista scheffleri Gilg ex Scheffler
- Anthocleista schweinfurthii Gilg
- Anthocleista squamata De Wild. & T. Durand
- Anthocleista stenantha Philipson
- Anthocleista stuhlmannii Gilg
- Anthocleista talbotii Wernham
- Anthocleista urbaniana Gilg
- Anthocleista vogelii Planch.
- Anthocleista zambesiaca Baker
- Anthocleista zenkeri Gilg